# Municipio de Prairie (condado de Henry)
El municipio de Prairie (en inglés: Prairie Township) es un municipio ubicado en el condado de Henry en el estado estadounidense de Indiana. En el año 2010 tenía una población de 5517 habitantes y una densidad poblacional de 52,3 personas por km².

## Geografía
El municipio de Prairie se encuentra ubicado en las coordenadas 40°0′41″N 85°21′24″O / 40.01139, -85.35667. Según la Oficina del Censo de los Estados Unidos, el municipio tiene una superficie total de 105.49 km², de la cual 102,92 km² corresponden a tierra firme y (2,44 %) 2,57 km² es agua.

## Demografía
Según el censo de 2010, había 5517 personas residiendo en el municipio de Prairie. La densidad de población era de 52,3 hab./km². De los 5517 habitantes, el municipio de Prairie estaba compuesto por el 86,57 % blancos, el 11,69 % eran afroamericanos, el 0,24 % eran amerindios, el 0,15 % eran asiáticos, el 0,76 % eran de otras razas y el 0,6 % eran de una mezcla de razas. Del total de la población el 3,01 % eran hispanos o latinos de cualquier raza.